# Белеїв
Белеї́в — село Долинської громади Калуського району Івано-Франківської області України. Населення становить 879 осіб.

## Географія
Село розташоване на відстані 18 кілометрів від Долини у північному напрямку. Через поселення протікає річка Тур'янка.
На південно-східній стороні від села бере початок потік Велика.

## Історія
Перша згадка про Белеїв сягає XIX століття, але знайдений на околиці кам'яний молот засвідчує, що люди тут селилися ще в кам'яну добу. Оскільки село засноване у період панування монголо-татарського іга (?), то існує версія, що назва Белеїв походить від імені татарського воєначальника. Серед жителів села побутує легенда, що нібито в часи нападу татарської орди, через місцевість проходив один із загонів цих загарбників. І саме на місці нинішнього населеного пункту, у тіні віковічних дерев він зупинився на привал, під час якого татари обідали чи вечеряли. А оскільки їх проводирем був хан Бела, а він теж їв, то пізніше, коли хтось із селян, що тут поселився, говорили: «Там, де Бела їв». З того часу село дістало назву Белаїв, яка пізніше змінилась на Белеїв.
Назва села є присвійною формою прикметника й аналогічна назвам половини всіх сіл Галичини — від прізвища «Белей» (феодального власника села), та й таке прізвище досі наявне на Прикарпатті.
На початку XX століття у селі було засновано товариство «Просвіта», активними діячами якого були Прокіп Матійців та Іван Ярич. Згодом семеро просвітян увійшли до сільського осередку ОУН, провідником якого був Тимофій Галів.
У 1939 році в селі проживало 1180 мешканців, з них 1145 українців, 5 поляків, 10 латинників і 20 євреїв.
Поблизу села в бою з окупантами загинули 24 воїни УПА із сотень Гонти та Журавля, на їх могилі встановлено пам'ятник.
У пам'ять борців за волю України у селі біля церкви насипано двоступеневу могилу, зруйновану в 1956 році. Осередок НРУ в квітні 1990 року відновив могилу. У селі відновлено також пам'ятний Хрест з приводу скасування панщини, встановлено Хрест на пам'ять про голодомор в Україні 1932—1933 років. Пам'ятником пошанували белеївці й односельчан, які загинули в роки Другої світової війни.
У селі є церква Святого Василія Великого, споруджена 1864 року.
Релігійна громада: УГКЦ (о. Ярослав Савка).

## Населення

### Мова
Розподіл населення за рідною мовою за даними перепису 2001 року:
| Мова       | Кількість | Відсоток |
| ---------- | --------- | -------- |
| українська | 880       | 99.81%   |
| російська  | 1         | 0.19%    |
| Усього     | 881       | 100%     |

## Відомі люди
- Галів Тимофій Миколайович — референт СБ ОУН Станіславської області
- Лаврів Іван — діяч ОУН. Повітовий провідник Долинського повіту (1939—1941), окружний провідник Калуської округи (1942—1945), обласний провідник Дрогобицької області (1945—1949).
- Матійців Прокіп — член Летючої Бригади УВО, повітовий провідник ОУН Долинщини (1930).
- Петрушка Ярослав Михайлович (1981—2022) — старший сержант Збройних сил України, учасник російсько-української війни.
- Іван Худин «Шершень», «Галайда» — провідник Перегінського районного проводу ОУН. Провід очолював від початку 1945 до дня загибелі 26 (27) червня 1946 р.[4].